# 中华天胡荽
中华天胡荽（学名：Hydrocotyle hookeri subsp. chinensis）为伞形科天胡荽属下的一个种。